# بروس واتسون (كاتب أغاني)
بروس واتسون (بالإنجليزية: Bruce Watson)‏ هو كاتب أغاني أسترالي، ولد في 2 ديسمبر 1956 في Terang ‏ في أستراليا.

## وصلات خارجية
- الموقع الرسمي
- بروس واتسون على موقع IMDb (الإنجليزية)
- بروس واتسون على موقع ميوزك برينز (الإنجليزية)
- بروس واتسون على موقع ديسكوغز (الإنجليزية)